# Andrias scheuchzeri
Andrias scheuchzeri − wymarły gatunek gigantycznej salamandry z miocenu, pierwotnie opisany jako skamieniałość dawnego człowieka z czasów potopu: Homo diluvium testis. 
Andrias scheuchzeri jest czasem synonimizowany ze współczesnym gatunkiem wielkiej salamandry A. davidianus.

## Historia odkrycia
Pierwszy opis znaleziska Andrias scheuchzeri podał Johann Jakob Scheuchzer, lekarz i przyrodnik szwajcarski w swoim dziele „Lithographia Helvetica” z 1726, jednakże skamieniałość tę uznał za szkielet człowieka zatopionego w czasie potopu Noego i dlatego nazwał Homo diluvii testis (łac. człowiek świadek potopu). Pomyłka wynikała zarówno z niewielkiej wówczas wiedzy paleontologicznej i zoologicznej, jak i z faktu, że okaz był w znacznym stopniu przykryty osadem, którego Scheuchzer nie usunął, zadowalając się widocznymi fragmentami. 
Dopiero słynny francuski paleontolog Cuvier zaczął kwestionować status znaleziska, jednak długi czas nie mógł uzyskać dostępu do skamieniałości, a tym bardziej zgody na jej oczyszczenie z osadu, gdyż sprzeciwiały się temu władze Teylers Museum w Holandii, które posiadały oryginał. Wreszcie po zajęciu Holandii przez wojska francuskie, przy wsparciu Napoleona, Cuvier uzyskał zgodę na badania. Po odpreparowaniu okazało się, że jest to wielka salamandra długości około 1 m, bez zachowanego ogona i tylnych kończyn.